# WeSC
WeSC AB (Initialwort für We are the Superlative Conspiracy), oft auch nur We, ist ein schwedisches Bekleidungsunternehmen mit Fokus auf Streetstyle- und Skateboardbekleidung. Das im Januar 2000 von Greger Hagelin, David Hedman, Pontus Karlsson, Mattias Hallencreutz und Ingemar Backman gegründete Unternehmen gilt als die am schnellsten wachsende Warenmarke Schwedens und ist an der Stockholmer Börse OMX gelistet.
Das Unternehmen verkauft in 22 Ländern, darunter in eigenen Filialen unter anderem in Berlin, München, Tokio und New York.